# Floryda (zbiornik zaporowy)
Floryda – sztuczny zbiornik wodny na strudze Jagódka znajdujący się na obszarze Leżajska w województwie podkarpackim. Jego powierzchnia wynosi 3,3 ha. 
Wybudowany w latach 1986-1990. Zarybiany przez Koło PZW Nr 18 San w Leżajsku.